# Robert (Auszeichnung)/Beste Hauptdarstellerin

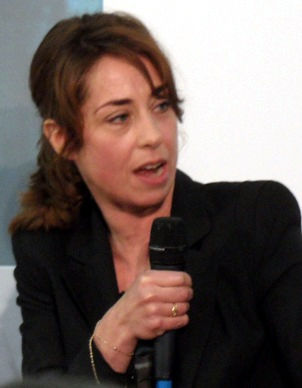
Sofie Gråbøl

Gewinner des dänischen Filmpreises Robert in der Kategorie Beste Hauptdarstellerin (Årets kvindelige hovedrolle). Die Dänische Filmakademie (Danmarks Film Akademi) vergibt seit 1984 alljährlich ihre Auszeichnungen für die besten Filmproduktionen und Filmschaffenden Ende Januar beziehungsweise Anfang Februar auf dem Robert Festival in Kopenhagen.
Am erfolgreichsten in dieser Kategorie mit vier Siegen ist die dänische Schauspielerinnen Trine Dyrholm, gefolgt von Sofie Gråbøl und Bodil Jørgensen (je drei Siege) sowie Sidse Babett Knudsen, Ghita Nørby und Paprika Steen (je zwei Siege). 23 Mal stimmte die prämierte Darstellerin mit der späteren Bodil-Gewinnerin überein, zuletzt 2017 geschehen. Als einzige nicht-skandinavische Darstellerinnen konnten sich 1988 die Französin Stéphane Audran (Babettes Fest), 1991 die Polin Dorota Pomykała (Die Geburtstagsreise), 1997 die später Oscar-nominierte Britin Emily Watson (Breaking the Waves), 2001 die isländische Sängerin und Schauspielerin Björk (Dancer in the Dark) und 2012 die deutsch-amerikanische Schauspielerin Kirsten Dunst (Melancholia) in die Siegerliste einreihen.

## Preisträgerinnen 1984–1999
| Jahr | Preisträger           | Filmtitel               | Deutscher Titel                    |
| ---- | --------------------- | ----------------------- | ---------------------------------- |
| 1984 | Line Arlien-Søborg*   | Skønheden og udyret     | Lieber Vater, ich bin sechzehn     |
| 1985 | Bodil Udsen           | Min farmors hus         | Haus der Dunkelheit                |
| 1986 | Stine Bierlich*       | Ofelia kommer til byen  | nicht bekannt                      |
| 1987 | Kirsten Lehfeldt*     | Flamberede hjerter      | Flambierte Herzen                  |
| 1988 | Stéphane Audran       | Babettes gæstebud       | Babettes Fest                      |
| 1989 | Karina Skands*        | Himmel og Helvede       | nicht bekannt                      |
| 1990 | Ghita Nørby*          | Dansen med Regitze      | Tanzen mit Regitze                 |
| 1991 | Dorota Pomykała       | Kaj’s fødselsdag        | Die Geburtstagsreise               |
| 1992 | Ghita Nørby*          | Freud flytter hjemmefra | Freud Leaving Home                 |
| 1993 | Anne Louise Hassing*  | Kærlighedens smerte     | nicht bekannt                      |
| 1994 | Sofie Gråbøl*         | Sort høst               | Schwarze Ernte                     |
| 1995 | Kirsten Rolffes*      | Riget                   | The Kingdom – Hospital der Geister |
| 1996 | Puk Scharbau*         | Kun en pige             | nicht bekannt                      |
| 1997 | Emily Watson*         | Breaking the Waves      | Breaking the Waves                 |
| 1998 | Sidse Babett Knudsen* | Let’s Get Lost          | Let’s Get Lost                     |
| 1999 | Bodil Jørgensen*      | Idioterne               | Idioten                            |

## Preisträgerinnen und Nominierungen von 2000 bis 2009
2000
Sidse Babett Knudsen* – Der einzig Richtige (Den eneste ene)
Rikke Louise Andersson – Bleeder
Iben Hjejle – Mifune – Dogma III (Mifunes sidste sang)
Mette Lisby – Klinkevals
Sofie Stougaard – Bornholms stemme

2001
Björk* – Dancer in the Dark
Marianne Frost – Slip hestene løs
Bodil Jørgensen – Fruen på Hamre
Ghita Nørby – Her i nærheden
Anette Støvelbæk – Italienisch für Anfänger (Italiensk for begyndere)

2002
Stine Stengade* – Kira (En kærlighedshistorie)
Sofie Gråbøl – Grev Axel
Susanne Juhász – Ein Jackpot für Helene (At klappe med een hånd)
Sidse Babett Knudsen – Monas verden
Charlotte Munck – Shake It All About (En kort en lang)

2003
Paprika Steen* – Okay
Maria Bonnevie – Dina – Meine Geschichte (Jeg er Dina)
Trine Dyrholm – P.O.V.
Sonja Richter – Open Hearts (Elsker dig for evigt)
Anne-Grethe Bjarup Riis – Halalabad Blues

2004
Birthe Neumann* – Lykkevej
Iben Hjejle – Skagerrak
Susanne Juhász – Regel nr. 1
Stephanie Leon – Bagland
Sidse Babett Knudsen – Alt, neu, geliehen und blau (Se til venstre, der er en Svensker)

2005
Sofie Gråbøl – Lad de små børn
Laura Drasbæk – Familien Gregersen
Lena Endre – Dag och natt
Ann Eleonora Jørgensen – In deinen Händen (Forbrydelser)
Sonja Richter – Villa paranoia

2006
Sofie Gråbøl – Anklaget
Lene Maria Christensen – Store planer
Trine Dyrholm* – Fluerne på væggen
Bryce Dallas Howard – Manderlay
Birthe Neumann – Der Sonnenkönig (Solkongen)

2007
Trine Dyrholm* – En Soap (En soap)
Laura Christensen – Råzone
Lene Maria Christensen – Fidibus
Laura Bro – Rene hjerter
Sidse Babett Knudsen – Nach der Hochzeit (Efter brylluppet)
Anne-Grethe Bjarup Riis – Der Traum (Drømmen)

2008
Noomi Rapace* – Daisy Diamond
Rikke Louise Andersson – Hvid nat
Bodil Jørgensen – Hjemve
Julie Kolbech – Kunsten at græde i kor
Paprika Steen – Alien Teacher (Vikaren)

2009
Lene Maria Christensen* – Frygtelig Lykkelig
Trine Dyrholm – Little Soldier (Lille soldat)
Rosalinde Mynster – To Verdener
Julie R. Ølgaard – Dig og mig
Paprika Steen – Wen du fürchtest (Den du frygter)

## Preisträgerinnen und Nominierungen von 2010 bis 2019
2010
Paprika Steen – Applaus
Stephanie Leon – Se min kjole
Charlotte Gainsbourg* – Antichrist
Simone Tang – Kærestesorger
Birgitte Hjort Sørensen – Ved verdens ende

2011
Trine Dyrholm* – In einer besseren Welt (Hævnen)
Julie Brochorst Andersen – Hold om mig
Ellen Hillingsø – Eksperimentet
Anette Heick – Die Olsenbande in feiner Gesellschaft (Olsen-banden på de bonede gulve)
Mille Hoffmeyer Lehfeldt  – Nothing’s All Bad – Smukke mennesker (Smukke mennesker)

2012
Kirsten Dunst – Melancholia
Barbara Garcia – Rosa Morena
Lene Maria Christensen* – Eine Familie (En familie)
Frederikke Dahl Hansen – Frit fald
Tuva Novotny – ID:A – Identität anonym (ID:A)

2013
Trine Dyrholm – Love Is All You Need (Den skaldede frisør)

Bodil Jørgensen – Hvidstengruppen
Alicia Vikander – Die Königin und der Leibarzt (En kongelig affære)
Birgitte Hjort Sørensen – Marie Krøyer
Sara Hjort Ditlevsen – Undskyld jeg forstyrrer

2014
Helle Fagralid – Sorg og glæde
Lene Maria Christensen – Der Nordwesten (Nordvest)
Sofie Gråbøl – In der Stunde des Luchses (I lossens time)
Sonja Richter – Erbarmen (Kvinden i buret)
Kristin Scott Thomas – Only God Forgives

2015
Bodil Jørgensen – All Inclusive
Danica Curcic – Schändung (Fasandræberne)
Charlotte Gainsbourg – Nymphomaniac Director’s Cut
Sidse Babett Knudsen – Speed Walking (Kapgang)
Ghita Nørby – Silent Heart – Mein Leben gehört mir (Stille hjerte)

2016
Tuva Novotny – A War (Krigen)
Bodil Jørgensen – Mennesker bliver spist
Mille Lehfeldt* – Lang historie kort
Ghita Nørby – Nøgle hus spejl
Marie Tourell Søderberg – Itsi Bitsi (Steppeulven)

2017
Trine Dyrholm* – Die Kommune
Danica Curcic – Fuglene over sundet
Elle Fanning – The Neon Demon
Bodil Jørgensen – Parents (Forældre)
Christine Albeck Børge – Kærlighed og andre katastrofer

2018
Amanda Collin* – En frygtelig kvinde
Danica Curcic – Darling
Lene Maria Christensen – Den bedste mand
Julie Christiansen – Mens vi lever
Trine Dyrholm – Du forsvinder

2019
Katrine Greis-Rosenthal – Per im Glück (Lykke-Per)
Ditte Hansen – Ditte & Louise
Louise Mieritz – Ditte & Louise
Paprika Steen – Den tid på året
Victoria Carmen Sonne* – Holiday – Sonne, Schmerz und Sinnlichkeit (Holliday)

## Preisträgerinnen und Nominierungen seit 2020
2020
Trine Dyrholm* – Königin (Dronningen)
Christine Sønderris – Cutterhead
Clara Rosager – Før frosten
Jette Søndergaard – Onkel
Victoria Carmen Sonne – Neon Heart
2021
Andrea Heick Gadeberg – Helden der Wahrscheinlichkeit (Retfærdighedens ryttere)
Amanda Collin – Undtagelsen
Danica Curcic – Undtagelsen
Trine Dyrholm – Erna at War (Erna i Krig)
Bodil Jørgensen – De forbandede år
2022
Birthe Neumann* – Pagten
Johanne Milland – Venuseffekten
Rosalinde Mynster – Hvor kragerne vender
Trine Dyrholm – Die Königin des Nordens (Margrete den første)
Vic Carmen Sonne – Miss Osaka
2023
Zar Amir Ebrahimi – Holy Spider
Flora Ofelia Hofmann Lindahl – As in Heaven (Du som er i himlen)
Josephine Park – Natten har øjne
Sidsel Siem Koch – Speak No Evil
Sofie Gråbøl – Rose – Eine unvergessliche Reise nach Paris (Rose)
Vic Carmen Sonne – Vanskabte Land
* = Schauspielerinnen, die für ihre Rolle später die Bodil als Beste Hauptdarstellerin des Jahres gewannen